# Неринг, Владислав
Владислав Неринг (пол. Władysław Nehring; 23 октября 1830, Клецко — 20 января 1909, Вроцлав (ранее Бреслау)) — польский филолог-славист, лингвист и историк, исследователь славянских языков, автор научно-популярных трудов по истории славян и грамматике славянских языков, профессор, доктор наук, с 1893 ректор Вроцлавского университета, член-корреспондент Петербургской академии наук, член польской Академия знаний и Чешской академии наук, словесности и искусств.

## Биография
Родился в семье лютеран, выходцев из Голландии, в XVII в. бежавших от религиозных преследований в Польшу. Его отец Якуб был директором начальной школы в Клецко.
Брат — Фердинант, участник польского восстания (1863) был сослан в Сибирь, но по дороге в ссылку — бежал и пешком добрался до родных мест.
После окончания гимназии в Познани, в ноябре 1850 поступил на учёбу в университет г. Бреслау. Материальное положение студента В.Неринга, после пожара в семейном поместье в 1841, в результате которого его родители потеряли возможность ему помогать, было сложным. Но благодаря полученной стипендии oт познанского Общества научной помощи им. K. Марцинковского он смог продолжить образование.
Уже в 1856 26-летний В. Неринг стал доктором наук. Некоторое время работал преподавателем гимназии, а в 1867 стал профессором университета.
Возглавлял кафедры славянских языков и литературы. В.Неринг был профессором славянских литератур, сравнительной грамматики и славянской грамматики .
Занимался лингвистикой, славянской историей и литературой, при этом наибольшее внимание его было посвящено польской литературе.
Кроме немецкого языка, на котором в университете велось обучение, он знал латынь, греческий, французский, старославянский, русский и чешский языки.
Дважды избирался деканом философского факультета, а в 1893—1894 г. был ректором Вроцлавского университета, в котором работал до 1907.
Жена его умерла в 1907, имел двух сыновей, умерших в раннем возрасте и дочь Марию, певицу.
Является автором около 250 научных работ, написанных по-польски и по-немецки. Регулярно читал лекции на польском языке, был куратором славянского литературного общества. Среди его учеников был выдающийся польский историк литературы Игнаций Хшановский.
Активно сотрудничал с первым славянским специальным журналом в области филологии «Archiv für slavische Philologie», основателем которого был австрийский и российский филолог-славист, лингвист, крупнейший эксперт в области славянского языкознания во второй половине XIX века И. В. Ягич.
Умер и похоронен во Вроцлаве.

## Сочинения
- O historykach polskich XVI w. (1856—1860),
- Kurs literatury polskiej (1866)
- О psałterzu Florjańskim (1871),
- Psałterz Florjański (1883),
- Studja literackie (1884),
- Grammatik der polnischen Sprache (1881),
- Altpolnische Sprachdenkmäler (1886),
- Kazania gnieźnieńskie.